# Tour de Suisse 1994
Die 58. Tour de Suisse fand vom 14. bis 23. Juni 1994 statt. Sie wurde in neun Etappen und einem Prolog über eine Distanz von 1606 Kilometern ausgetragen.
Gesamtsieger wurde der Schweizer Pascal Richard. Die Rundfahrt startete in Yverdon-les-Bains mit einem Prolog über 6,85 Kilometer und endete in Zürich. Insgesamt gingen 148 Fahrer in Yverdon-les-Bains an den Start. Von ihnen kamen 114 in Zürich ins Ziel.

## Etappen
| Etappe    | Tag      | Start – Ziel             | km         | Etappensieger        | Gesamtwertung     |
| --------- | -------- | ------------------------ | ---------- | -------------------- | ----------------- |
| Prolog    | 14. Juni | Yverdon-les-Bains        | 6,85 (EZF) | Gianluca Pierobon    | Gianluca Pierobon |
| 1. Etappe | 15. Juni | Yverdon-les-Bains – Thun | 161,5      | Giovanni Lombardi    | Gianluca Pierobon |
| 2. Etappe | 16. Juni | Thun – Jona              | 192        | Andreas Kappes       | Pascal Richard    |
| 3. Etappe | 17. Juni | Rapperswil – Scuol       | 176,5      | Pascal Richard       | Pascal Richard    |
| 4. Etappe | 18. Juni | Scuol – Lugano           | 207,5      | Marco Saligari       | Pascal Richard    |
| 5. Etappe | 19. Juni | Lugano                   | 30 (EZF)   | Christopher Boardman | Pascal Richard    |
| 6. Etappe | 20. Juni | Locano – Anzère          | 213        | Heinz Imboden        | Pascal Richard    |
| 7. Etappe | 21. Juni | Sion – Gstaad            | 186,5      | Johan Museeuw        | Pascal Richard    |
| 8. Etappe | 22. Juni | Gstaad – Lausanne        | 193,5      | Fabio Roscioli       | Pascal Richard    |
| 9. Etappe | 23. Juni | Lausanne – Zürich        | 239        | Giovanni Lombardi    | Pascal Richard    |